# Сиреневый Камень

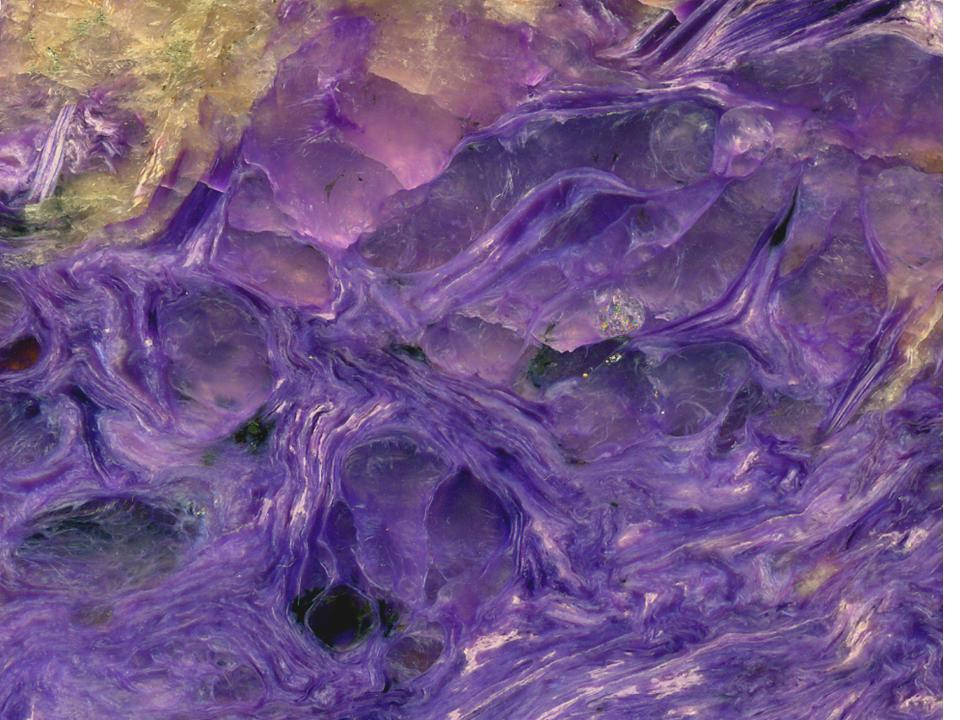
Чароит (сорт «экстра»)

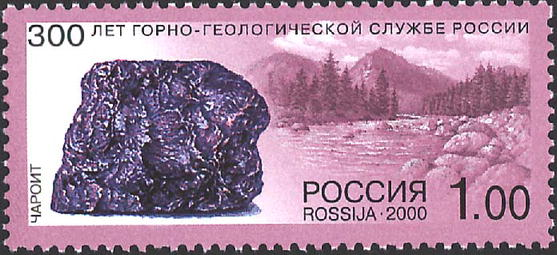
Пейзаж, характерный для места добычи чароита

Сире́невый Ка́мень (также, Мурунское) — единственное известное в мире месторождение ювелирно-поделочного камня чароита. Расположено в Олёкминском районе, на юге Якутии.

## Расположение
Месторождение располагается в России, на границе Иркутской области, Забайкальского края и Якутии, в бассейне реки Чары (в 30 км от неё), в районе гольца Малый Мурун, в 240 км южнее города Олёкминска.

## Открытие
Красивый сиреневый минерал был впервые открыт в 1949 году партией ВСЕГЕИ под руководством геолога В. Г. Дитмара, работавшей в Мурунских гольцах на протяжении трёх лет. Находка была нанесена на карту, но впоследствии о ней забыли, и лишь в 1960 году стало ясно, что на Муруне открыт новый, ранее неизвестный науке минерал (открытие сделали В. П. Рогова, Ю. Г. Рогов и Ю. А. Алексеев).

## Описание
Месторождение имеет площадь 10 км² и представлено двадцатью шестью разобщёнными коренными залежами. Относится к Мурунскому массиву (Мурунский щелочной комплекс) Алданского щита, который датируется среднеюрским — раннемеловым возрастом. Запасы чароита-сырца в месторождении оцениваются более чем в 140 тысяч тонн (точный объём запаса пока не установлен).

## Добыча
Добыча чароита ведётся в верховьях ручья Дитмаровский, карьерным способом. Квота добычи, установленная правительством Якутии, — всего 100 тонн в год (в десятки раз меньше мировой добычи золота), но реальные объёмы добычи ещё меньше.
Добычу ведут ОАО «Байкалкварцсамоцветы» и якутское ООО «Чароит». В 2012 году суммарный объём добычи составил 81,9 т сортового чароита.